# Artie Shaw

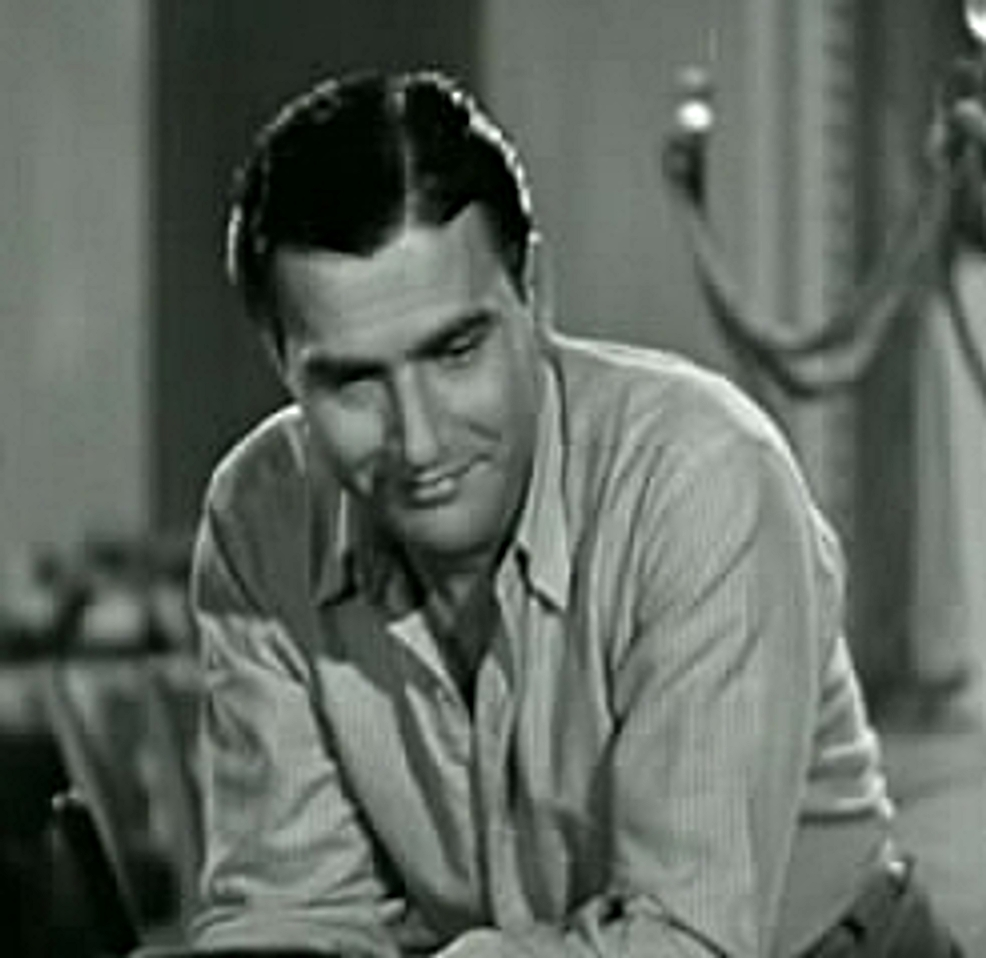
Artie Shaw în filmul Second Chorus (1940)

Artie Shaw de fapt "Arthur Jacob Arshawsky" (n. 23 mai 1910, New York City, New York, SUA – d. 30 decembrie 2004, Thousand Oaks, California, SUA) a fost un muzician, actor, regizor și compozitor american.
În 1935 a cântat împreună cu un cvartet de coarde, mai târziu l-a transformat într-o trupă convențională de muzică dansantă. A condus o formație de muzică a Marinei SUA în Al Doilea Război Mondial.